# Mosaic
Mosaic è stato un browser per il World Wide Web scritto al National Center for Supercomputing Applications (NCSA). Il suo sviluppo è incominciato nel 1992 ed è ufficialmente finito il 7 gennaio 1997.

## Storia
Mosaic è stato descritto come «la killer application degli anni novanta» perché fu il primo programma a fornire uno strumento leggero di navigazione multimediale per Internet al fine di fornire servizi informativi (precedentemente limitati per lo più a FTP, Usenet e Gopher) nel momento in cui l'accesso a Internet si stava espandendo rapidamente al di fuori dei precedenti ambiti accademici e aziendali.
NCSA Mosaic è stato originariamente disegnato e programmato per Unix X Window System da Marc Andreessen e Eric Bina. Lo sviluppo incominciò nel dicembre 1992. La versione 1.0 fu realizzata il 22 aprile 1993, seguita da due versioni nell'estate 1993. La versione 2.0 fu realizzata a dicembre 1993, insieme alla versione 1.0 per Apple Macintosh e Microsoft Windows. Una versione per Acorn Archimedes fu creata a maggio 1994.
I termini di licenza per NCSA Mosaic erano ampi per il possessore del software. Per tutte le versioni l'uso non-commerciale era generalmente libero. In aggiunta il sistema X Window di Unix forniva i sorgenti (i sorgenti per le altre versioni erano disponibili dopo contratto). Tuttavia Mosaic non fu mai realizzato come open source software durante la sua breve egemonia come maggiore browser; c'erano sempre riduzioni all'uso permesso senza pagamento.
Il leader del gruppo che lo sviluppò, Marc Andreessen lasciò NCSA con James Clark, uno dei fondatori di Silicon Graphics insieme ad altri quattro studenti dell'Università dell'Illinois e iniziò la Mosaic Communications Corporation che diventò Netscape Communications Corporation produttrice di Netscape Navigator.
Spyglass, Inc. acquistò la tecnologia e i marchi da NCSA per produrre il suo web browser, ma non usò alcun codice sorgente di NCSA Mosaic. Spyglass Mosaic fu poi venduto alla Microsoft che lo modificò e lo rinominò come Internet Explorer.
La popolarità di Mosaic come browser separato diminuì dopo il rilascio di Netscape Navigator e dal 1998 il suo uso si era praticamente annullato.